# Methanosphaera stadtmaniae
A Methanosphaera stadtmaniae egy metanogén archeafaj. Az archeák – ősbaktériumok – egysejtű, sejtmag nélküli prokarióta szervezetek. Nem mozgékony, Gram-pozitív, gömbölyű élőlény. Az energiát úgy állítja elő, hogy metanolt redukál metánná hidrogén felhasználásával. Nem használ citokrómokat, része a vastagbél biomjának.